# Campionati europei femminili di pallacanestro Under-16
I Campionati europei femminili di pallacanestro Under-16 sono una competizione cestistica a cadenza annuale organizzata dalla FIBA Europe, e riservata alle Nazionali Under-16.
La prima edizione del torneo è stata organizzata nel 1965. Dal 2004 il torneo si svolge a cadenza annuale e dal 2005 spariscono le qualificazioni, viene istituita una "Divisione A" per le partecipanti che passano da dodici a sedici: le squadre si giocano il titolo europeo con una formula che prevede due fasi a gironi che stabiliscono oltre alle semifinaliste o, dal 2009, alle finaliste, anche le ultime tre classificate che retrocedono nella "Divisione B".
Dal 2016, la formula del torneo prevede una prima fase dove le sedici squadre, divise in 4 gironi da 4 squadre l'uno, passano tutte agli ottavi di finale (la prima e la seconda rispettivamente contro la quarta e la terza di un altro girone) a eliminazione fino a determinare non solo la squadra campione, ma anche le altre posizioni in classifica con le tre retrocessioni.

## Division A

### Albo d'oro
| Anno | Sede                           | Finale              | Finale              | Finale              | Finale 3º posto  | Finale 3º posto     | Finale 3º posto     |
| Anno | Sede                           | Oro                 | Punteggio           | Argento             | Bronzo           | Punteggio           | Quarto posto        |
| ---- | ------------------------------ | ------------------- | ------------------- | ------------------- | ---------------- | ------------------- | ------------------- |
| 1976 | (Stettino)                     | Unione Sovietica    | Girone all'italiana | Ungheria            | Bulgaria         | Girone all'italiana | Cecoslovacchia      |
| 1978 | (Cuenca)                       | Unione Sovietica    | 77–62               | Italia              | Bulgaria         | 107–84              | Romania             |
| 1980 | (Zalaegerszeg e Pécs)          | Unione Sovietica    | Girone all'italiana | Italia              | Bulgaria         | Girone all'italiana | Romania             |
| 1982 | (Forssa e Uusikaupunki)        | Unione Sovietica    | 66–65               | Jugoslavia          | Italia           | 70–68               | Bulgaria            |
| 1984 | (Perugia e Marsciano)          | Unione Sovietica    | 72–67               | Bulgaria            | Italia           | 69–66               | Paesi Bassi         |
| 1985 | (Tuzla)                        | Unione Sovietica    | 78–55               | Italia              | Jugoslavia       | 53–50               | Ungheria            |
| 1987 | (Gorzów Wielkopolski)          | Unione Sovietica    | 83–58               | Cecoslovacchia      | Jugoslavia       | 89–72               | Bulgaria            |
| 1989 | (Timișoara)                    | Cecoslovacchia      | 58–57               | Romania             | Unione Sovietica | 95–66               | Spagna              |
| 1991 | (Estarreja, Travassô e Anadia) | Unione Sovietica    | 84–75               | Jugoslavia          | Italia           | 79–72               | Ungheria            |
| 1993 | (Poprad)                       | Russia              | 66–65               | Spagna              | Italia           | 65–60               | Slovacchia          |
| 1995 | (Władysławowo)                 | Russia              | 104–68              | Italia              | Belgio           | 75–70               | Spagna              |
| 1997 | (Sopron)                       | Russia              | 69–60               | Rep. Ceca           | Francia          | 66–62               | Bielorussia         |
| 1999 | (Tulcea)                       | Spagna              | 66–58               | Jugoslavia          | Francia          | 57–50               | Russia              |
| 2001 | (Veliko Tărnovo)               | Francia             | 68–66               | Russia              | Croazia          | 80–67               | Rep. Ceca           |
| 2003 | (Nevşehir)                     | Serbia e Montenegro | 73–61               | Bielorussia         | Ucraina          | 89–67               | Spagna              |
| 2004 | (Asti, Biella, Novara e Cuneo) | Spagna              | 58–52               | Serbia e Montenegro | Russia           | 74–57               | Bielorussia         |
| 2005 | (Poznań)                       | Spagna              | 74–65               | Francia             | Polonia          | 60–55               | Turchia             |
| 2006 | (Košice)                       | Spagna              | 80–78               | Rep. Ceca           | Lituania         | 84–72               | Serbia e Montenegro |
| 2007 | (Valmiera)                     | Francia             | 60–57               | Spagna              | Rep. Ceca        | 65–62               | Serbia              |
| 2008 | (Katowice)                     | Spagna              | 71–59               | Italia              | Francia          | 73–44               | Svezia              |
| 2009 | (Napoli)                       | Spagna              | 57–53               | Belgio              | Francia          | 75–46               | Russia              |
| 2010 | (Kozani, Ptolemaida)           | Russia              | 71–53               | Croazia             | Francia          | 50–44               | Serbia              |
| 2011 | (Cagliari)                     | Spagna              | 67–43               | Belgio              | Italia           | 82–48               | Turchia             |
| 2012 | (Miskolc)                      | Spagna              | 70–49               | Italia              | Russia           | 53–41               | Belgio              |
| 2013 | (Varna)                        | Spagna              | 54–49               | Rep. Ceca           | Ungheria         | 62–55               | Italia              |
| 2014 | (Debrecen)                     | Russia              | 72–47               | Rep. Ceca           | Spagna           | 61–49               | Francia             |
| 2015 | (Matosinhos)                   | Rep. Ceca           | 79–55               | Portogallo          | Italia           | 70–54               | Spagna              |
| 2016 | (Udine)                        | Spagna              | 64–48               | Germania            | Francia          | 68–50               | Italia              |
| 2017 | (Bourges)                      | Francia             | 63–55               | Ungheria            | Italia           | 48–42               | Lettonia            |
| 2018 | (Kaunas)                       | Italia              | 60-52               | Rep. Ceca           | Spagna           | 64–47               | Turchia             |
| 2019 | (Skopje)                       | Russia              | 73–66               | Lituania            | Spagna           | 72–57               | Francia             |
| 2022 | (Matosinhos)                   | Francia             | 65-61               | Spagna              | Croazia          | 78–52               | Portogallo          |
| 2023 | (Matosinhos)                   | Francia             | 67–63               | Spagna              | Italia           | 59–58               | Finlandia           |

### Medagliere
| Posiz. | Nazione               | Oro | Argento | Bronzo | Totale |
| ------ | --------------------- | --- | ------- | ------ | ------ |
| 1      | Spagna                | 10  | 4       | 3      | 17     |
| 2      | Unione Sovietica †    | 8   | 0       | 1      | 9      |
| 3      | Russia                | 6   | 1       | 2      | 9      |
| 4      | Francia               | 5   | 1       | 6      | 12     |
| 5      | Italia                | 1   | 6       | 8      | 15     |
| 6      | Rep. Ceca             | 1   | 5       | 1      | 7      |
| 7      | Serbia e Montenegro † | 1   | 2       | 0      | 3      |
| 8      | Cecoslovacchia †      | 1   | 1       | 0      | 2      |
| 9      | Jugoslavia †          | 0   | 2       | 2      | 4      |
| 10     | Belgio                | 0   | 2       | 1      | 3      |
| 10     | Ungheria              | 0   | 2       | 1      | 3      |
| 12     | Bulgaria              | 0   | 1       | 3      | 4      |
| 13     | Croazia               | 0   | 1       | 2      | 3      |
| 14     | Lituania              | 0   | 1       | 1      | 2      |
| 15     | Bielorussia           | 0   | 1       | 0      | 1      |
| 15     | Germania              | 0   | 1       | 0      | 1      |
| 15     | Portogallo            | 0   | 1       | 0      | 1      |
| 15     | Romania               | 0   | 1       | 0      | 1      |
| 19     | Polonia               | 0   | 0       | 1      | 1      |
| 19     | Ucraina               | 0   | 0       | 1      | 1      |

## Division B

### Albo d'oro
| Anno | Sede                                           | Promosse in Division A   | Promosse in Division A | Promosse in Division A    | Finale 3º posto                           | Finale 3º posto | Finale 3º posto              |
| Anno | Sede                                           | Oro                      | Punteggio              | Argento                   | Bronze                                    | Punteggio       | Quarto posto                 |
| ---- | ---------------------------------------------- | ------------------------ | ---------------------- | ------------------------- | ----------------------------------------- | --------------- | ---------------------------- |
| 2004 | Bosnia ed Erzegovina (Brčko) Estonia (Rakvere) | Ucraina (Oro - Gruppo A) | —                      | Lituania (Oro - Gruppo B) | Bosnia ed Erzegovina (Argento - Gruppo A) | —               | Islanda (Argento - Gruppo B) |
| 2005 | Estonia (Tallinn)                              | Slovacchia               | 85–55                  | Estonia                   | Germania                                  | 71–59           | Inghilterra                  |
| 2006 | Finlandia (Jyväskylä)                          | Svezia                   | 72–62                  | Lettonia                  | Romania                                   | 72–63           | Italia                       |
| 2007 | Italia (Chieti)                                | Italia                   | 64–55                  | Germania                  | Slovenia                                  | 66–61           | Israele                      |
| 2008 | Bulgaria (Pravec, Botevgrad)                   | Grecia                   | 56–47                  | Finlandia                 | Romania                                   | 70–56           | Slovenia                     |
| 2009 | Estonia (Tallinn)                              | Paesi Bassi              | 71–59                  | Croazia                   | Slovacchia                                | 77–50           | Danimarca                    |
| 2010 | Macedonia del Nord (Skopje)                    | Ungheria                 | 55–44                  | Slovacchia                | Portogallo                                | 78–52           | Inghilterra                  |
| 2011 | Romania (Arad)                                 | Germania                 | 66–63                  | Inghilterra               | Lettonia                                  | 84–52           | Bulgaria                     |
| 2012 | Estonia (Tallinn)                              | Lituania                 | 86–73                  | Bulgaria                  | Lettonia                                  | 42–35           | Portogallo                   |
| 2013 | Portogallo (Matosinhos)                        | Serbia                   | 58–54                  | Portogallo                | Danimarca                                 | 76–67           | Finlandia                    |
| 2014 | Estonia (Tallinn)                              | Germania                 | 68–54                  | Inghilterra               | Paesi Bassi                               | 54–44           | Slovenia                     |
| 2015 | Macedonia del Nord (Ocrida, Struga)            | Lituania                 | 80–74 (OT)             | Bielorussia               | Svezia                                    | 54–44           | Slovenia                     |
| 2016 | Romania (Oradea)                               | Polonia                  | 66–52                  | Romania                   | Paesi Bassi                               | 50–44           | Israele                      |
| 2017 | Macedonia del Nord (Skopje)                    | Danimarca                | 74–73                  | Belgio                    | Grecia                                    | 53–36           | Ucraina                      |
| 2018 | Montenegro (Podgorica)                         | Svezia                   | 51-41                  | Grecia                    | Finlandia                                 | 86-52           | Bielorussia                  |
| 2019 | Bulgaria (Sofia)                               | Slovenia                 | 71–56                  | Portogallo                | Croazia                                   | 49–45           | Norvegia                     |
| 2022 | Montenegro (Podgorica)                         | Serbia                   | 84–66                  | Turchia                   | Israele                                   | 59–47           | Svezia                       |
| 2023 | Montenegro (Podgorica)                         | Germania                 | 65–57                  | Montenegro                | Svezia                                    | 61–52           | Estonia                      |

### Medagliere
| Posiz. | Nazione              | Oro | Argento | Bronzo | Totale |
| ------ | -------------------- | --- | ------- | ------ | ------ |
| 1      | Germania             | 3   | 1       | 1      | 5      |
| 2      | Svezia               | 2   | 0       | 2      | 4      |
| 3      | Lituania             | 2   | 0       | 0      | 2      |
| 3      | Serbia               | 2   | 0       | 0      | 2      |
| 5      | Grecia               | 1   | 1       | 1      | 3      |
| 5      | Slovacchia           | 1   | 1       | 1      | 3      |
| 7      | Paesi Bassi          | 1   | 0       | 2      | 3      |
| 8      | Danimarca            | 1   | 0       | 1      | 2      |
| 8      | Slovenia             | 1   | 0       | 1      | 2      |
| 10     | Italia               | 1   | 0       | 0      | 1      |
| 10     | Polonia              | 1   | 0       | 0      | 1      |
| 10     | Ucraina              | 1   | 0       | 0      | 1      |
| 10     | Ungheria             | 1   | 0       | 0      | 1      |
| 14     | Portogallo           | 0   | 2       | 1      | 3      |
| 15     | Inghilterra          | 0   | 2       | 0      | 2      |
| 16     | Lettonia             | 0   | 1       | 2      | 3      |
| 16     | Romania              | 0   | 1       | 2      | 3      |
| 18     | Croazia              | 0   | 1       | 1      | 2      |
| 18     | Finlandia            | 0   | 1       | 1      | 2      |
| 20     | Belgio               | 0   | 1       | 0      | 1      |
| 20     | Bielorussia          | 0   | 1       | 0      | 1      |
| 20     | Bosnia ed Erzegovina | 0   | 1       | 0      | 1      |
| 20     | Bulgaria             | 0   | 1       | 0      | 1      |
| 20     | Estonia              | 0   | 1       | 0      | 1      |
| 20     | Montenegro           | 0   | 1       | 0      | 1      |
| 20     | Turchia              | 0   | 1       | 0      | 1      |
| 27     | Israele              | 0   | 0       | 1      | 1      |

## Division C

### Albo d'oro
| Anno | Sede        | Finale      | Finale              | Finale      | Finale 3º posto | Finale 3º posto     | Finale 3º posto |
| Anno | Sede        | Oro         | Punteggio           | Argento     | Bronzo          | Punteggio           | Quarto posto    |
| ---- | ----------- | ----------- | ------------------- | ----------- | --------------- | ------------------- | --------------- |
| 2000 | Gibilterra  | Cipro       | Girone all'italiana | Scozia      | Andorra         | Girone all'italiana | Islanda         |
| 2002 | Malta       | Lussemburgo | Girone all'italiana | Islanda     | Scozia          | Girone all'italiana | Malta           |
| 2004 | Andorra     | Lussemburgo | Girone all'italiana | Scozia      | Andorra         | Girone all'italiana | Gibilterra      |
| 2006 | Lussemburgo | Scozia      | 53–48               | Lussemburgo | Monaco          | 68–23               | Gibilterra      |
| 2008 | Monaco      | Islanda     | 74–41               | Albania     | Scozia          | 68–49               | Malta           |
| 2010 | Andorra     | Scozia      | 95–32               | Monaco      | Andorra         | 49–36               | Cipro           |
| 2011 | Andorra     | Andorra     | 61–49               | Cipro       | Malta           | 49–45               | Monaco          |
| 2012 | Gibilterra  | Islanda     | 57–44               | Cipro       | Scozia          | 62–29               | Gibilterra      |
| 2013 | Gibilterra  | Cipro       | Girone all'italiana | Scozia      | Monaco          | Girone all'italiana | Gibilterra      |
| 2014 | Malta       | Scozia      | Girone all'italiana | Malta       | Andorra         | Girone all'italiana | Galles          |
| 2015 | Andorra     | Islanda     | 76–39               | Armenia     | Malta           | 53–35               | Galles          |
| 2016 | Andorra     | Georgia     | 54–35               | Andorra     | Malta           | 61–28               | Kosovo          |
| 2017 | Gibilterra  | Armenia     | 63–44               | Malta       | Georgia         | 66–45               | Galles          |
| 2018 | Moldavia    | Austria     | 69–48               | Scozia      | Georgia         | 51–50               | Moldavia        |
| 2019 | Moldavia    | Cipro       | 75–38               | Georgia     | Scozia          | 76–35               | Moldavia        |
| 2022 | Albania     | Cipro       | 58–42               | Armenia     | Malta           | 64–47               | Andorra         |
| 2023 | Andorra     | Azerbaigian | 57-45               | Andorra     | Georgia         | 51-46               | Malta           |
| 2024 | Gibilterra  |             |                     |             |                 |                     |                 |

### Medagliere
| Posiz. | Nazione     | Oro | Argento | Bronzo | Totale |
| ------ | ----------- | --- | ------- | ------ | ------ |
| 1      | Cipro       | 4   | 2       | 0      | 6      |
| 2      | Scozia      | 3   | 4       | 4      | 11     |
| 3      | Islanda     | 3   | 1       | 0      | 4      |
| 4      | Lussemburgo | 2   | 1       | 0      | 3      |
| 5      | Armenia     | 1   | 2       | 0      | 3      |
| 6      | Andorra     | 1   | 2       | 4      | 7      |
| 7      | Georgia     | 1   | 1       | 3      | 5      |
| 8      | Austria     | 1   | 0       | 0      | 1      |
| 8      | Azerbaigian | 1   | 0       | 0      | 1      |
| 10     | Malta       | 0   | 2       | 4      | 6      |
| 11     | Monaco      | 0   | 1       | 2      | 3      |
| 12     | Albania     | 0   | 1       | 0      | 1      |